# Weidtobelbach (Fürtlibach)
Der Weidtobelbach ist ein 360 Meter langer rechter Zufluss des Fürtlibachs. Er entspringt im Zürcher Quartier Höngg, bildet danach die Gemeindegrenze zu Oberengstringen, durchfliesst ein Tobel und mündet im Loch in den Mittellauf des Fürtlibachs.

## Geographie

### Verlauf
Der Weidtobelbach entspringt am Südosthang des Gubrists auf 494 m ü. M. in der Flur Im hinteren Ried westlich von Rütihof im Quartier Höngg. 
Von hier fliesst er in südwestliche Richtung und erreicht schon früh das Waldgebiet Lochholz, in welchem er ein schmales Tobel gebildet hat. Nach rund 100 Meter langem Bachlauf bildet er bis zu seiner Mündung die Gemeindegrenze zwischen Zürich und Oberengstringen. Vor seiner Mündung wird im Loch ein kleiner Teil seines Wassers abgezweigt, um einen kleinen künstlichen Weiher zu speisen. 
Kurz danach mündet der Bach auf 453 m ü. M. von rechts in den Fürtlibach. Sehr wahrscheinlich mündete der Bach früher weiter südlich und floss durch ein Tobel, welches heute von einem sumpfigen Rinnsal durchflossen wird, welches möglicherweise vom Weidtobelbach gespiesen wird. 
Sein 360 m langer Lauf endet ungefähr 41 Höhenmeter unterhalb seiner Quelle, er hat somit ein mittleres Sohlgefälle von etwa 11 %.

Der Weidtobelbach kurz vor der Mündung
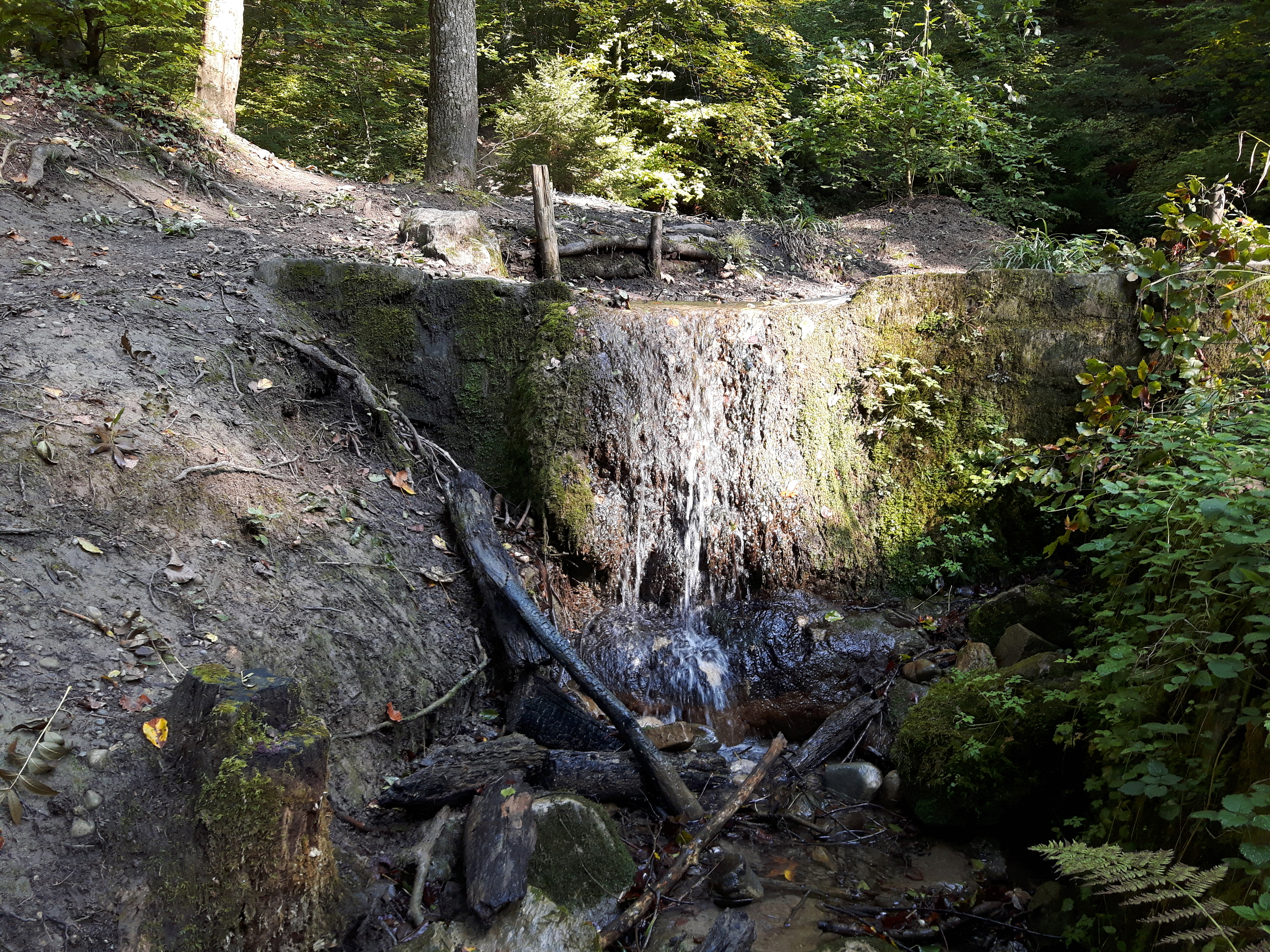
Der Weidtobelbach direkt vor der Mündung
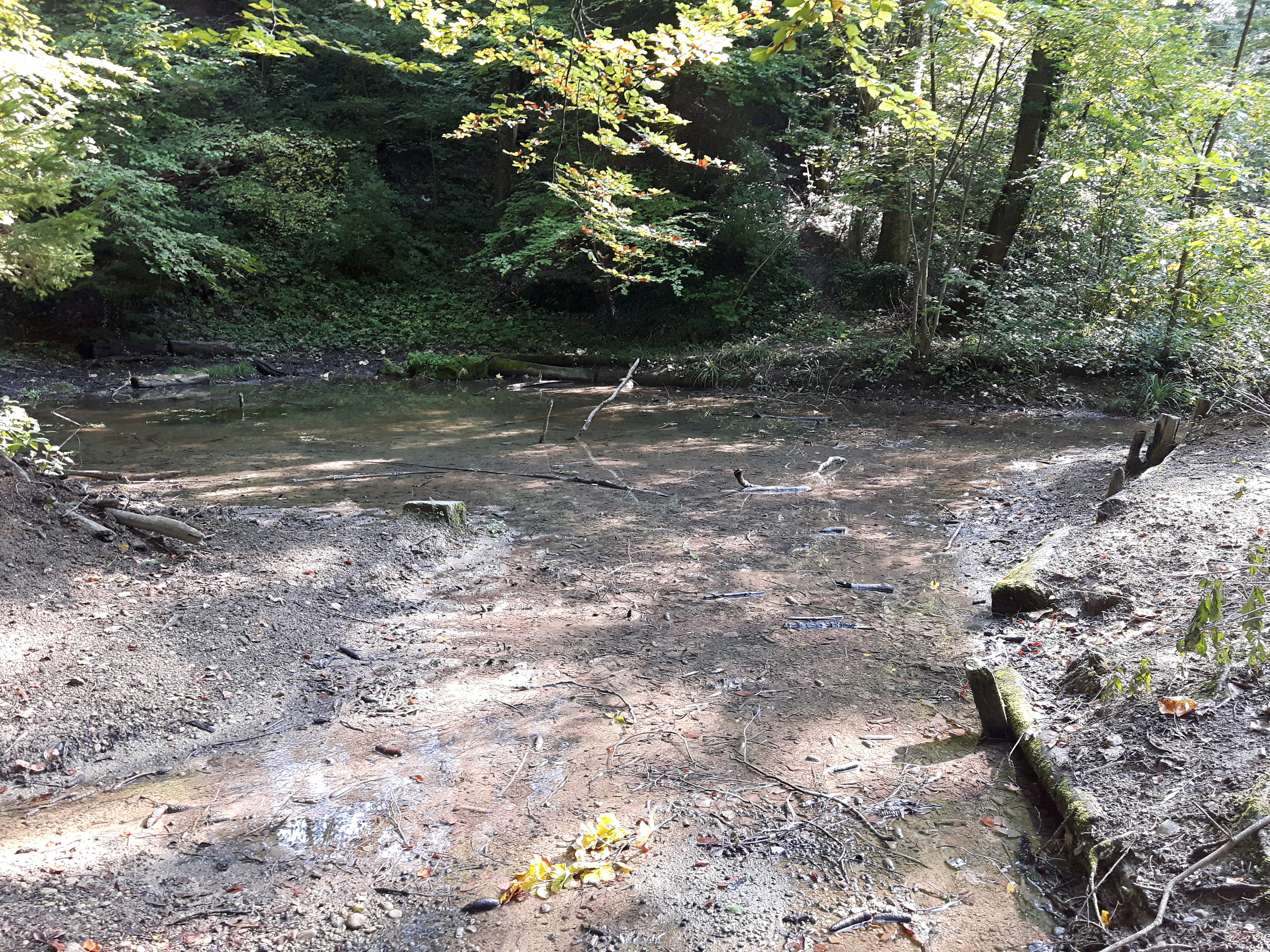
Weiher am Weidtobelbach kurz vor dessen Mündung mit Grenzstein (Bildmitte)

### Einzugsgebiet
Das Einzugsgebiet des Weidtobelbach liegt im Schweizer Mittelland und wird durch ihn über den Fürtlibach, die Limmat, die Aare und den Rhein zur Nordsee entwässert.
Es ist im nordwestlichen Bereich des Oberlaufs und im Mündungsbereich zum Teil bewaldet, ansonsten überwiegen besonders im östlichen Teil landwirtschaftliche Nutzflächen.

## Geologie
Der Bach hat sich in quartäres Würm-Moränensediment bestehend aus Ton, Silt und Sand gefressen. An der Mündung findet man glazial überfahrenen frühwürmzeitlichen Schotter.

## Flora & Fauna
In seinem Bachtobel findet man meist typischen Lungenkraut-Buchenwald, am Oberlauf auch Waldmeister-Buchenwald mit Lungenkraut. An der Mündung wächst wiederum Ahorn-Eschenwald mit Bingelkraut. Dem Wald besitzt jedoch auf Grund der steilen Hanglage nur eine geringe wirtschaftliche Bedeutung. Jedoch schützt er vor Hangrutschen und dient somit auch als Hochwasserschutz.
Der kleinste der drei Weiher im Loch, welcher nicht über Wege erschlossen ist, bietet Lebensraum für die seltene Gemeine Geburtshelferkröte. Der Natur- und Vogelschutzverein Höngg setzt sich hier seit Jahren für deren Fortbestehen ein und unterstützt ein Artenförderungsprojekt.

## Bilder

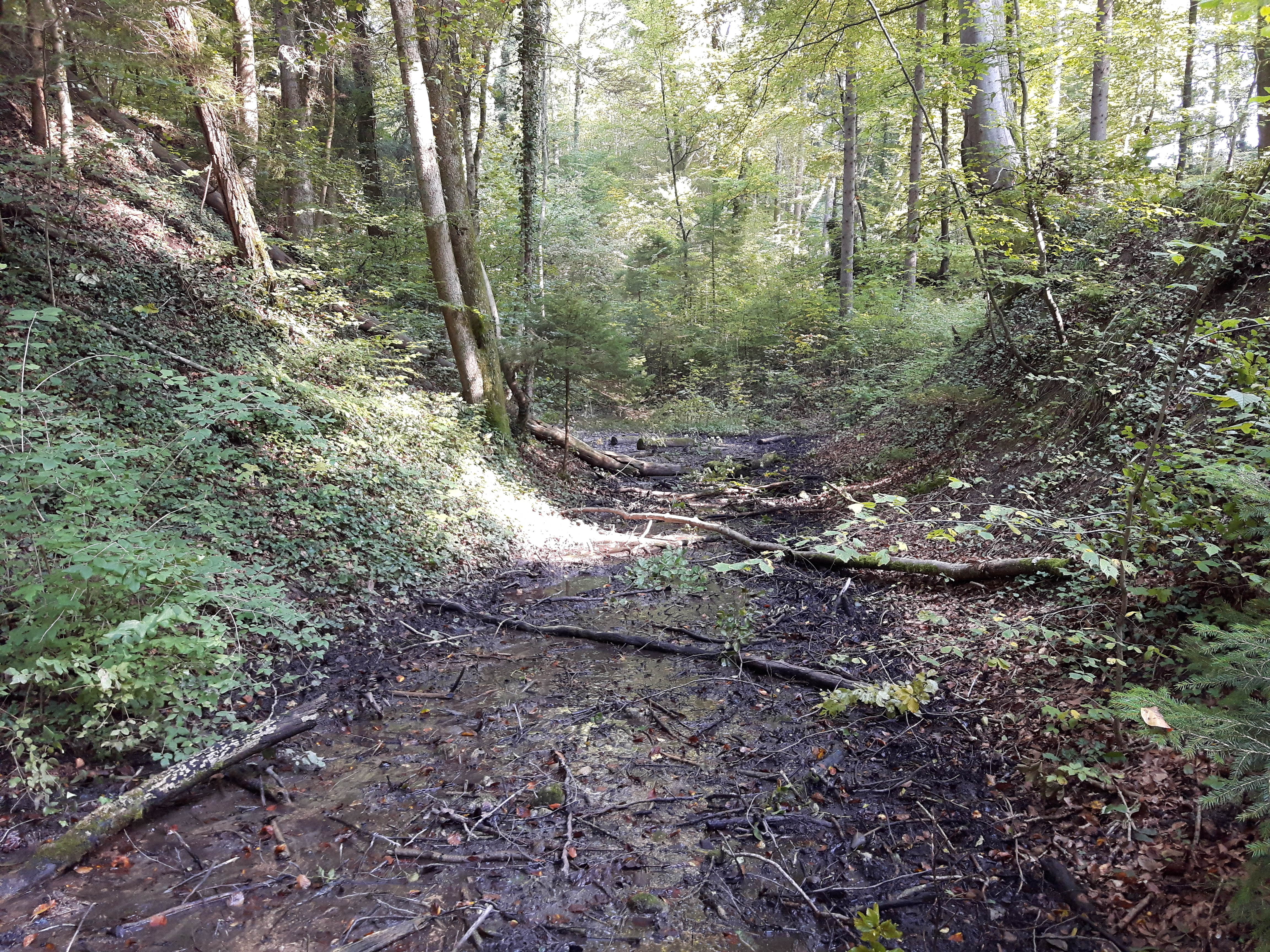
Wahrscheinlich altes Tobel des Weidtobelbachs im Loch, welches sich ans Weidtobel anschliesst
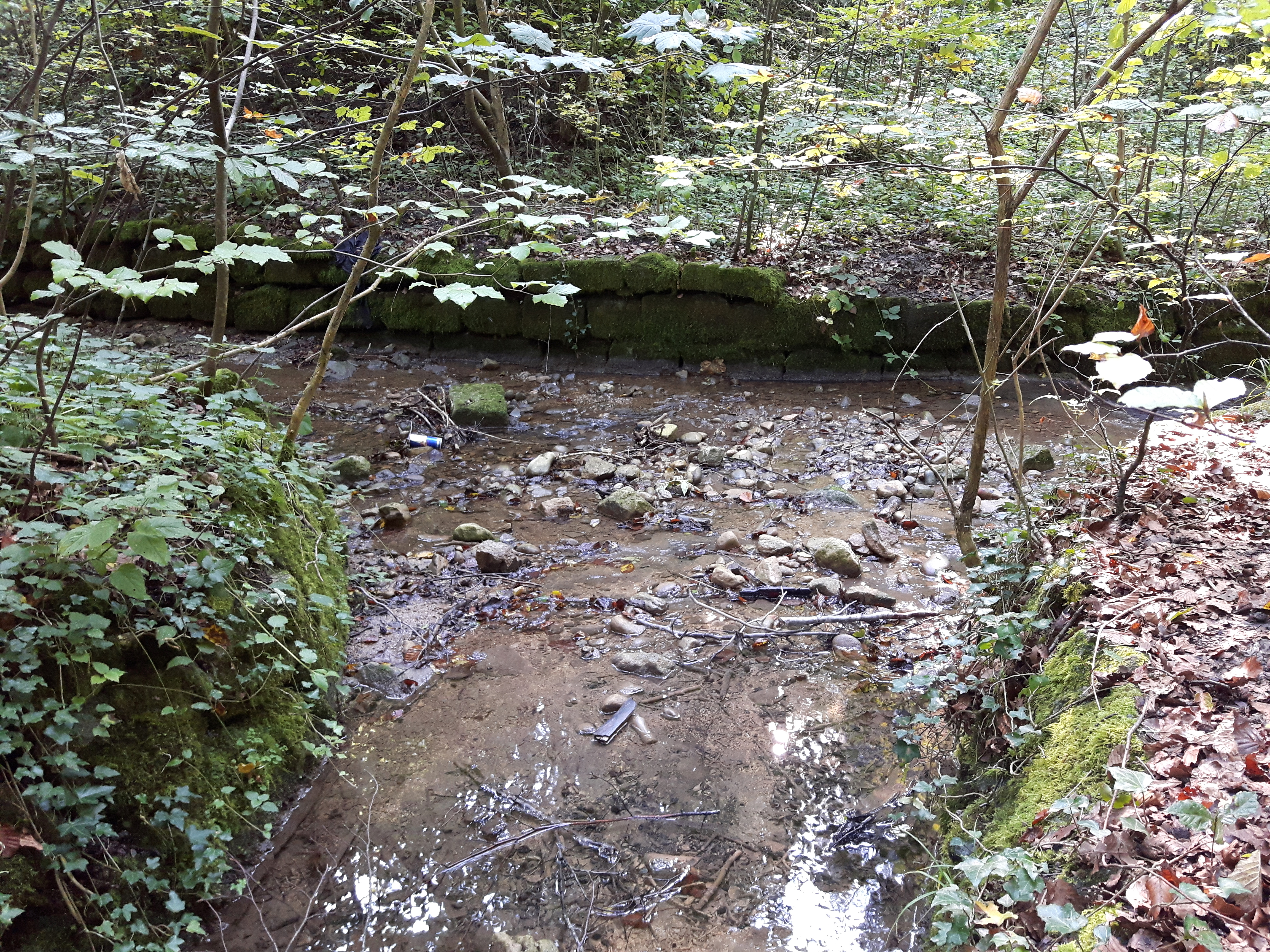
Mündung des Weidtobelbachs in den Fürtlibach
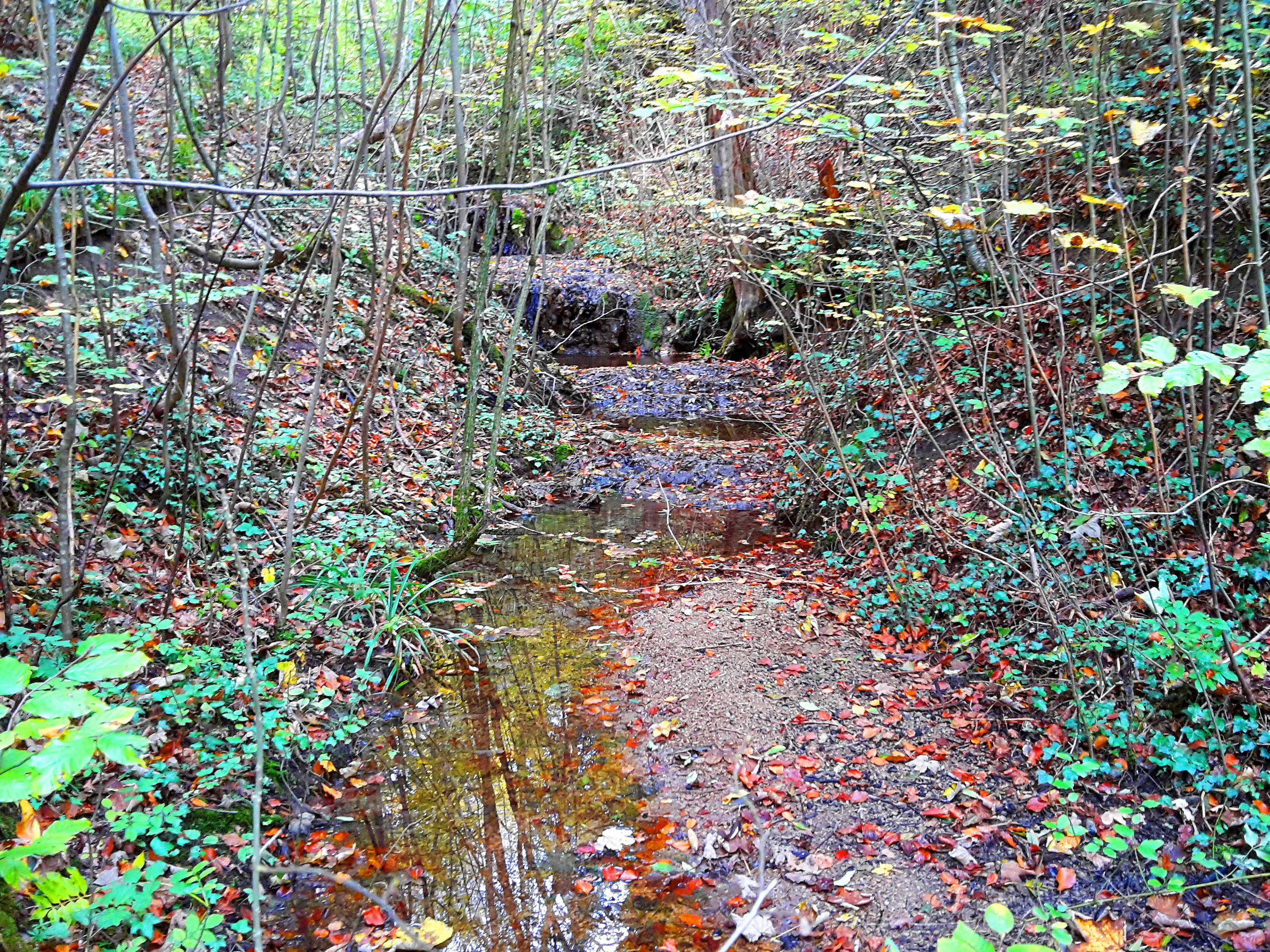
Im Tobel des Weidtobelbachs
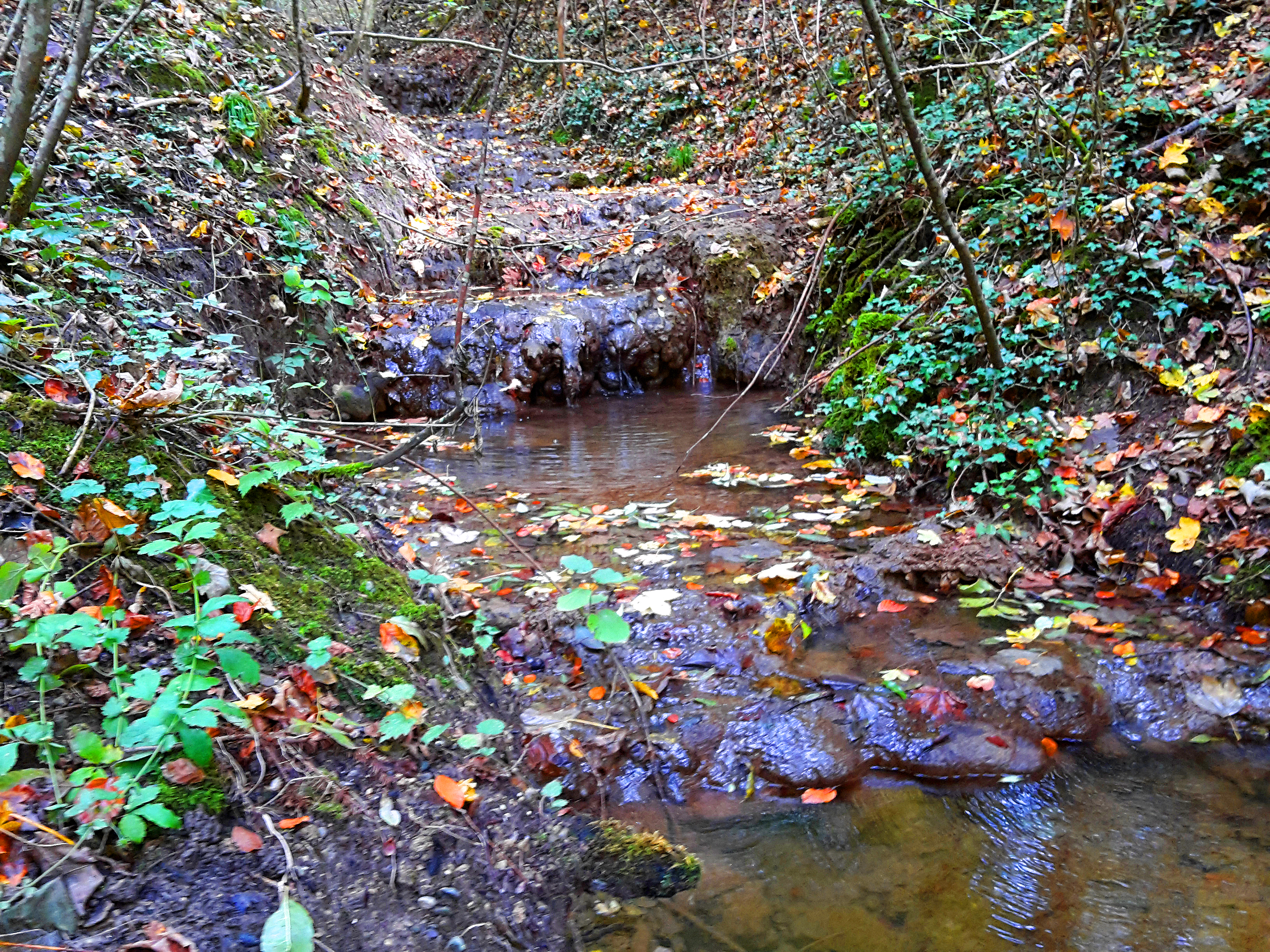
Im Tobel des Weidtobelbachs